# Alt Vivarès
LAlt Vivarès, (en occità: Naut Vivarés; en francès: Haut-Vivarais) és un Parçan o comarca d'Occitània situada al Llenguadoc. També es considerada una regió natural de França. La seva vil·la principal és Anonai.
Segons la proposta de divisió territorial d'Occitània del diari Jornalet, basada en l'obra de Frederic Zégierman Le Guide des pays de France, l'Alt Vivarès estaria ubicat a la regió del Llenguadoc, subregió del Vivarès.
Oficialment, les comunes de l'Alt Vivarès estan adscrites administrativament i situades al sud-est del departament francès de l'Ardecha, a la regió administrativa d'Alvèrnia-Roine-Alps.